# Jay Bell
Jay Stuart Bell (Base de la Fuerza Aérea Eglin, Florida, 11 de diciembre de 1965), más conocido como Jay Bell, es un exjugador profesional estadounidense de béisbol que se desempeñó en la posición de campocorto en las Grandes Ligas de Béisbol (MLB). Logró obtener un Guante de Oro.

## Carrera
Bell jugó como profesional tres temporadas en Cleveland Indians (1986-1988), después pasó a Pittsburgh Pirates (1989-1996), luego a Kansas City Royals (1997), posteriormente a Arizona Diamondbacks (1998-2002), y finalmente, a New York Mets, donde jugó una temporada (2003), y fue el equipo en el que se retiró.

## Premios
Fue galardonado con el Guante de Oro en una oportunidad (1993).